# 至德县
至德县，唐朝时期设置的县。在今安徽省池州市东至县境。
至德二年（757年），析秋浦县、鄱阳县置县，以年号命名。隶浔阳郡，乾元元年（758年）隶饶州，永泰元年（965年），改属池州。五代十国时，杨吴顺义二年（922年），改名为建德县。民国3年（1914年），建德县更名为秋浦县，民国21年（1932年），复名至德县。1959年，至德县与东流县合并，是为东至县。